# Maria Falcone
Maria Falcone (Palermo, 30 aprile 1936) è un'attivista italiana, sorella del magistrato Giovanni Falcone, ucciso da Cosa Nostra in un attentato dinamitardo il 23 maggio 1992.
Già subito dopo la morte del fratello ha contribuito alla nascita della "Fondazione Falcone", al fine di portare avanti progetti di educazione alla legalità nelle scuole e nelle università del Paese e promuovere iniziative, in Italia e all'estero, per ricordare la figura del giudice e sensibilizzare l'opinione pubblica sui temi legati alla criminalità organizzata.

## Biografia
Nata a Palermo nel 1936, da Arturo Falcone e Luisa Bentivegna, secondogenita di una famiglia di tre figli (la sorella maggiore, Anna, è del '34, il fratello Giovanni era del '39), si è laureata in Giurisprudenza ed ha poi insegnato diritto negli istituti superiori fino alla pensione.
Dal 1992 si è dedicata totalmente alla Fondazione Giovanni Falcone, che presiede, curando, in collaborazione con il Ministero dell'Istruzione, dell'Università e della Ricerca, le celebrazioni che si tengono ogni 23 maggio a Palermo, nell’anniversario della strage di Capaci, alla presenza delle massime autorità dello Stato e di migliaia di studenti che arrivano da tutta Italia con la “Nave della Legalità”.
Partecipa alle manifestazioni che vengono organizzate per ricordare la figura e l’opera del fratello. Negli anni ha incontrato migliaia di ragazzi facendo testimonianza attiva, raccontando una intensa stagione della lotta a Cosa nostra ed educando i giovani all'importanza del rispetto della legalità.
Da tre anni è promotrice del progetto “Università per la Legalità” che coinvolge decine di Atenei italiani. Gli studenti, che rispondono a un bando del Miur e della Fondazione Falcone, lavorano a progetti in materia di criminalità organizzata con ricerche, studi, lavori teatrali.
Promuove il concorso che, ogni anno, assegna 15 borse di studio, finanziate dall'Assemblea Regionale Siciliana, a neolaureati in Giurisprudenza di tutta la Sicilia che vogliano sviluppare lavori sulla mafia e sulla legalità.

## Attività
Nel 1992, dopo la morte del fratello a Capaci e dopo la strage di Via D’Amelio in cui morirono il magistrato Paolo Borsellino e gli agenti della scorta, Maria Falcone ha avviato un progetto volto a mantenere viva la memoria di Giovanni Falcone nella società civile, tra i giovani e nelle sedi istituzionali. Nel suo ruolo di “testimone” dell'azione e del lavoro del magistrato, subito dopo l'attentato venne ascoltata dal Consiglio superiore della magistratura in seduta plenaria, su invito dell’allora vice-presidente Giovanni Galloni.
Nel 2017, in occasione della desecretazione degli atti riguardanti i rapporti tra il fratello e l’organo di autogoverno della magistratura, Maria Falcone è stata invitata a partecipare alla seduta plenaria straordinaria del Csm alla presenza del Presidente della Repubblica Sergio Mattarella.
Il suo ruolo di presidente della Fondazione Falcone l’ha portata in tutto il mondo: da Santiago de Compostela, Brasilia, San Paolo del Brasile, Siviglia, a Monaco di Baviera, Mosca, Barcellona, Buenos Aires, Francoforte, Varsavia, Tarragona, Parigi, Washington, Bruges, Strasburgo, Londra, New York, Vienna.

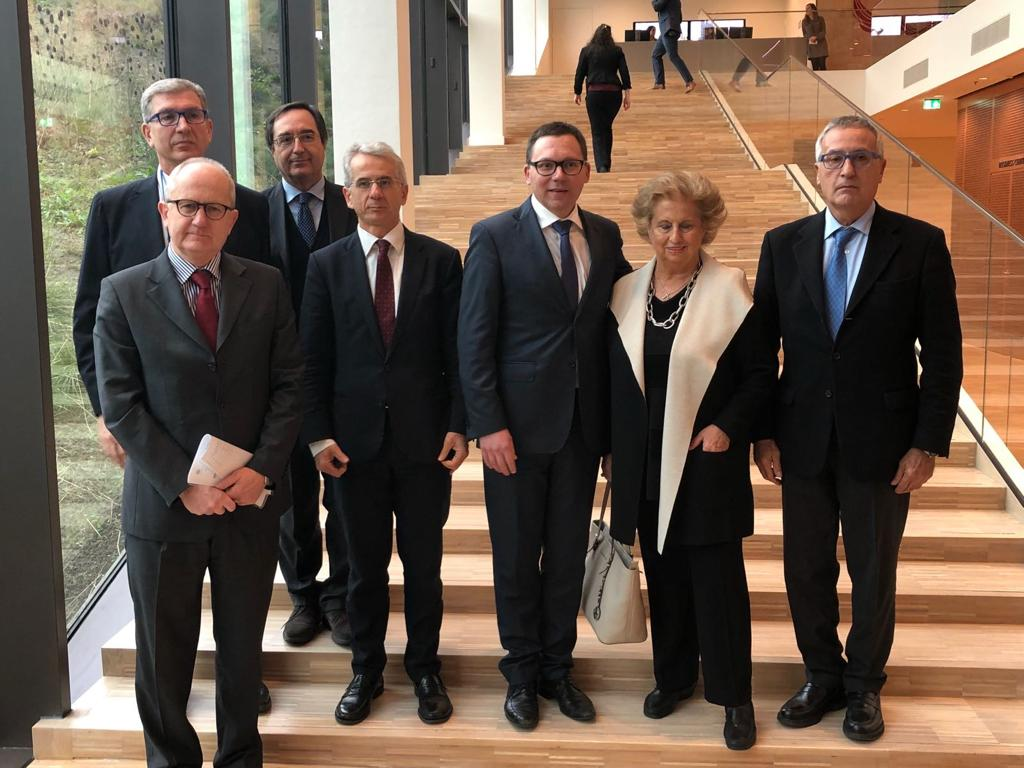
Maria Falcone con la rappresentanza italiana presso l'Agenzia Europea per il contrasto al crimine organizzato di Eurojust, a L’Aja all’intitolazione di una targa in memoria dei giudici Falcone e Borsellino

Di particolare rilievo la sua partecipazione al convegno e alla cerimonia che si sono tenuti nel 2013 presso la sede dell’FBI di Quantico, in Virginia (USA), per il riconoscimento del valore della attività della Fondazione Falcone e la partecipazione, nel 2017, alla cerimonia di commemorazione del magistrato ucciso a Capaci, nella sede dell’Onu, a New York, in apertura del dibattito internazionale sulla Criminalità organizzata transnazionale.
Intervistata da Mollie Halpern, responsabile delle relazioni esterne del Fbi, la professoressa Falcone ricordò le parole di suo fratello, Giovanni, ai giornalisti all’inizio del maxi processo. Il giudice, ai cronisti che gli chiedevano un commento su quello che era un evento importante per tutta la nazione, rispose: “gli uomini passano e restano le idee che continueranno a camminare sulle gambe di altri uomini”.
 (EN) The Legacy of Giovanni Falcone: Global Law Enforcement, Inside the FBI, 3 aprile 2013,  a 04 min 28 s.
Nel 2017 ha preso parte, insieme alla rappresentanza italiana presso l'Agenzia Europea per il contrasto al crimine organizzato di Eurojust a L’Aja, alla cerimonia di intitolazione di una targa alla memoria dei giudici Falcone e Borsellino.
Nel 2018, poi, nella sede Onu di Vienna, è intervenuta al dibattito che ha portato all’approvazione della Risoluzione sul meccanismo di revisione della Convenzione delle Nazioni Unite contro la criminalità organizzata transnazionale, più nota come “Convenzione di Palermo”. “Oggi si realizza il sogno di Giovanni”, disse dopo la votazione all’unanimità della revisione della Convenzione, un passo fondamentale per rendere più efficace la normativa.
Come presidente della Fondazione Falcone, organizza, insieme al Miur, ogni 23 maggio, anniversario della Strage di Capaci, una manifestazione che coinvolge migliaia di studenti di tutta Italia che arrivano a Palermo sulla "nave della legalità" per ritrovarsi nell'aula bunker del carcere Ucciardone, teatro del Maxiprocesso di Palermo, per parlare di mafia con esperti, magistrati e rappresentanti dello Stato.

## Riconoscimenti
Nel 1995, Maria Falcone ha ricevuto la laurea honoris causa dall’Università degli Studi di San Paolo del Brasile per il suo impegno sociale e culturale nel combattere la mafia.
Nel 2014, è stata insignita dal capo dello Stato Giorgio Napolitano della croce di Grande Ufficiale dell’Ordine al Merito della Repubblica Italiana.
Nel 2015 ha ricevuto le chiavi della città di Bari dal sindaco Antonio Decaro. "A Maria Falcone - recitavano le motivazioni del riconoscimento - per il suo impegno instancabile in favore della crescita di una coscienza civile diffusa, unico antidoto alle logiche mafiose e criminali. La sua attività nell’ambito di progetti di educazione alla legalità, la sua presenza costante nelle scuole come testimone della vita e degli insegnamenti di suo fratello Giovanni, magistrato simbolo della lotta alla mafia, il suo impegno pedagogico e divulgativo costituiscono il terreno fertile in cui affondano le radici dell’antimafia sociale".
Nel 2017, l’Accademia Bonifaciana, Istituto di Cultura Universitaria e di Studi Superiori di Anagni, le ha conferito il titolo di “Senatore Accademico Onorario”.
Durante questi anni, Maria Falcone ha ricevuto riconoscimenti e premi per l’impegno civile e l'intensa attività svolta nell'ambito dell'educazione alla legalità tra i quali:
- "National Organization of Italian Women – New York 2000”
- Premio Minerva 1996
- Menzione speciale nella sessione plenaria della Commissione delle Nazioni Unite sulla prevenzione della criminalità e la giustizia penale- Vienna, 2019
- “Mencion Especial Mare Terra” della XIX edizione de “Los Premios Ones Mediterrània” ,  Tarragona- Spagna, 2013

Maria Falcone è membro onorario Unicef.

## Opere
- Giovanni Falcone: l'uomo che credeva nello Stato, in: Giommaria Monti, Falcone e Borsellino. La calunnia, il tradimento, la tragedia, prefazione di Luciano Violante, Nuova edizione con contributi di Maria Falcone e Rita Borsellino; Roma, Editori Riuniti 2006. ISBN 978-88-359-5781-2
- Anna Falcone, Maria Falcone e Leone Zingales, Giovanni Falcone, un uomo normale, Reggio Emilia, Aliberti, 2007, ISBN 978-88-7424-253-5.
- Maria Falcone e Francesca Barra, Giovanni Falcone, un eroe solo, Milano, Rizzoli, 2012, ISBN 978-88-17-05617-5.[14] Vincitore del Premio Giancarlo Siani 2012[15].
- Maria Falcone e Monica Mondo, Giovanni Falcone. Le idee restano, Milano, San Paolo Edizioni, 2017, ISBN 978-88-92-21078-3.[16]